# Bettiah
Bettiah è una suddivisione dell'India, classificata come municipality, di 116.692 abitanti, capoluogo del distretto del Champaran Occidentale, nello stato federato del Bihar. In base al numero di abitanti la città rientra nella classe I (da 100.000 persone in su).

## Geografia fisica
La città è situata a 26° 48' 0 N e 84° 30' 0 E e ha un'altitudine di 64 m s.l.m..

## Società

### Evoluzione demografica
Al censimento del 2001 la popolazione di Bettiah assommava a 116.692 persone, delle quali 61.803 maschi e 54.889 femmine. I bambini di età inferiore o uguale ai sei anni assommavano a 19.265, dei quali 10.033 maschi e 9.232 femmine. Infine, coloro che erano in grado di saper almeno leggere e scrivere erano 75.281, dei quali 43.719 maschi e 31.562 femmine.